# EMD MP15AC
EMD MP15AC – amerykańska uniwersalna lokomotywa spalinowa, budowana w latach 1975–1984 przez oddział General Motors - Electro-Motive Division. Wyprodukowano 246 egzemplarzy, w tym 25 na eksport do Meksyku i 4 do Kanady. Lokomotywa MP15AC jest wersją rozwojową lokomotywy serii MP15DC i jest od niej 45 cm dłuższa. 
Nomenklatura MP15AC (Multi-Purpose locomotive, 1500 hp, AC generator) oznacza lokomotywę wielozadaniową o mocy 1500 KM z przekładnią elektryczną z alternatorem prądu przemiennego z prostownikami krzemowymi zamiast generatorów prądu stałego jak w lokomotywach MP15DC.
Największymi obecnie użytkownikami lokomotyw MP15AC są koleje Southern Pacific, Seaboard Coast Line, Milwaukee Road oraz Nationales de Mexico.